# ガネット・ピーク
ガネット・ピーク（英: Gannett peak）は、アメリカ合衆国ワイオミング州にある山。

## 概要
ワイオミング州西部に位置するイエローストーン国立公園にあり、標高は4202m。ウインドリバー山脈の主峰で、ワイオミング州最高峰でもある。また、周辺にあるパイクスピークやブランカピークらと共にロッキー山系を形成している。
なお、山頂付近は氷河に覆われており、グリーン川やビッグホーン川の水源地としても知られる。